# Blumea milnei
Blumea milnei là một loài thực vật có hoa trong họ Cúc. Loài này được Seem. mô tả khoa học đầu tiên năm 1866.